# لینت بیرنستین
لینت بیرنستین (انگلیسی: Lineth Beerensteyn؛ زادهٔ ۱۱ اکتبر ۱۹۹۶) بازیکن فوتبال اهل پادشاهی هلند است.
از باشگاه‌هایی که در آن بازی کرده‌است می‌توان به باشگاه فوتبال زنان بایرن مونیخ اشاره کرد.
وی همچنین در تیم‌های ملی فوتبال Netherlands women's national under-17 football team, Netherlands women's national under-19 football team، و زنان هلند بازی کرده‌است.